# Jamesonia angusta
Jamesonia angusta là một loài dương xỉ trong họ Pteridaceae. Loài này được M. Kessler & A.R. Sm. Christenh. mô tả khoa học đầu tiên năm 2011.